# Мосунова, Евдокия Петровна
Евдоки́я Петро́вна Мосуно́ва (14 апреля 1919, Новоторъяльский район — 24 апреля 1997, Сухоречье, Марий Эл) — советский хозяйственный, государственный и политический деятель, Герой Социалистического Труда.

## Биография
Родилась в 1919 году в деревне Сухоречье Уржумского уезда Вятской губернии (сейчас - Новоторъяльский район Марий Эл). Член ВКП(б) с 1940 года.
С 1936 года — на хозяйственной, общественной и политической работе. В 1936—1972 годах — преподаватель в Ардинской школе механизации, механизатор бригадир тракторной бригады Йошкар-Помашской машинно-тракторной станции Марийской АССР, трактористка колхоза «Совет» Новоторъяльского района Марийской АССР.
Указом Президиума Верховного Совета СССР от 8 апреля 1971 года присвоено звание Героя Социалистического Труда с вручением ордена Ленина и золотой медали «Серп и Молот».
Избиралась депутатом Верховного Совета РСФСР 4-го созыва (1955—1959).
Умерла в деревне Сухоречье в 1997 году. Умерла в п. Новый Торъял по ул. Молодежная 21. Но похоронена на Сухореченском кладбище.

## Звания и награды
- Почётная грамота Президиума Верховного Совета Марийской АССР (1941, 1946, 1953, 1955, 1965, 1969)
- Орден Красной Звезды (1946)
- Орден Ленина (1966, 1971)
- Герой Социалистического Труда (1971)